# Гурклудчик
Гурклу́дчик (Гуртлудчик; рос. Гурклудчик, Гуртлудчик) — присілок у складі Сюмсинського району Удмуртії, Росія.
Колишня назва — Гуртлудчик.
Населення — 37 осіб (2010; 45 в 2002).
Національний склад (2002):
- удмурти — 60 %
- росіяни — 40 %

## Урбаноніми[3]
- вулиці — Гуртлудська